# SU-76
SU-76 (rusky: СУ-76, Самоходная установка 76, Samochodnaja ustanovka 76 – samohybná lafeta) bylo sovětské samohybné dělo používané během druhé světové války. Bylo postavené na podvozku tanku T-70. SU-76 bylo samohybné dělo vyzbrojené 76,2mm kanonem ZiS-3. Podvozek měl svůj původ v tanku T-70, ale musel se rozšířit na 2,73 m a prodloužit o jedno pojezdové kolo na 4,88 m. Typ měl však vážné technické nedostatky a musel se proto modernizovat. Ten již dostal označení SU-76M a byl nejvyráběnějším provedením. Dostal také silnější motory 2 x GAZ-203 namísto původních 2 x GAZ-202.
SU-76M bylo nejvyráběnější sovětské samohybné dělo v období druhé světové války. Mezi svými uživateli nebylo však velmi oblíbeno. Byl to typický hrubý válečný výrobek. Řidič seděl u dvou motorů od kterých nebyl nijak oddělen. Krabicovitá nástavba s výzbrojí byla z vrchu nekrytá, což znamenalo, že obsluha je ohrožena granáty a střelbou z ručních zbraní. Výhodou ale bylo to, že pěchota mohla komunikovat s osádkou SU-76, což je důležité při bojích v městské zástavbě. Často to také zachránilo životy v případě zásahu vozidla pěchotní protitankovou zbraní. Po skončení války byly brzy vyřazeny a poskytnuty některým zemím např. Číně, KLDR a Severnímu Vietnamu. Stroje tohoto typu byly i ve výzbroji Československé armády. Celkem bylo vyrobeno 14 292 SU-76.[zdroj⁠?!]

## Verze
- OSU-76 – prototyp postavený na podvozku T-60
- SU-76 – první provedení, brzy nahrazeno SU-76M
- SU-76M – standardní sériová verze
- SU-76B – verze s uzavřenou nástavbou, vyrobeno pouze pár kusů
- SU-85A – prototyp SU-76B s kanónem D-5S ráže 85 mm
- SU-76i – verze postavená na ukořistěných podvozcích Panzer III